# Гвіделлі тема
Те́ма Гвіде́ллі — тема в шаховій композиції. Суть теми — чорні в захисті шахують білого короля, при цьому розв'язують білу батарейну фігуру, яка захищаючись від шаха, оголошує чорному королю батарейний мат.

## Історія
Перші публікації задач на цю ідею були зроблені на початку ХХ століття італійським шаховим композитором Джорджіо Гвіделлі (14.03.1897 — 03.06.1924).
Після вступного ходу білих чорні, захищаючись, оголошують шах білому королю, але й розв'язують білу фігуру, яка є в складі білого батарейного механізму. Внаслідок цього батарея має можливість зіграти — біла фігура відходить, захищає білого короля від шаха й одночасно оголошує батарейний мат чорному королю.
Ідея дістала назву — тема Гвіделлі.
|   | a | b | c | d | e | f | g | h |   |
| 8 | b5 білий король · c5 чорний пішак · e5 білий ферзь · h5 чорна тура · a4 чорний пішак · g4 білий слон · b2 чорний кінь · e2 біла тура · g2 чорний пішак · a1 чорний кінь · b1 чорна тура · c1 чорний слон · d1 чорний король · f1 чорний слон · g1 біла тура | b5 білий король · c5 чорний пішак · e5 білий ферзь · h5 чорна тура · a4 чорний пішак · g4 білий слон · b2 чорний кінь · e2 біла тура · g2 чорний пішак · a1 чорний кінь · b1 чорна тура · c1 чорний слон · d1 чорний король · f1 чорний слон · g1 біла тура | b5 білий король · c5 чорний пішак · e5 білий ферзь · h5 чорна тура · a4 чорний пішак · g4 білий слон · b2 чорний кінь · e2 біла тура · g2 чорний пішак · a1 чорний кінь · b1 чорна тура · c1 чорний слон · d1 чорний король · f1 чорний слон · g1 біла тура | b5 білий король · c5 чорний пішак · e5 білий ферзь · h5 чорна тура · a4 чорний пішак · g4 білий слон · b2 чорний кінь · e2 біла тура · g2 чорний пішак · a1 чорний кінь · b1 чорна тура · c1 чорний слон · d1 чорний король · f1 чорний слон · g1 біла тура | b5 білий король · c5 чорний пішак · e5 білий ферзь · h5 чорна тура · a4 чорний пішак · g4 білий слон · b2 чорний кінь · e2 біла тура · g2 чорний пішак · a1 чорний кінь · b1 чорна тура · c1 чорний слон · d1 чорний король · f1 чорний слон · g1 біла тура | b5 білий король · c5 чорний пішак · e5 білий ферзь · h5 чорна тура · a4 чорний пішак · g4 білий слон · b2 чорний кінь · e2 біла тура · g2 чорний пішак · a1 чорний кінь · b1 чорна тура · c1 чорний слон · d1 чорний король · f1 чорний слон · g1 біла тура | b5 білий король · c5 чорний пішак · e5 білий ферзь · h5 чорна тура · a4 чорний пішак · g4 білий слон · b2 чорний кінь · e2 біла тура · g2 чорний пішак · a1 чорний кінь · b1 чорна тура · c1 чорний слон · d1 чорний король · f1 чорний слон · g1 біла тура | b5 білий король · c5 чорний пішак · e5 білий ферзь · h5 чорна тура · a4 чорний пішак · g4 білий слон · b2 чорний кінь · e2 біла тура · g2 чорний пішак · a1 чорний кінь · b1 чорна тура · c1 чорний слон · d1 чорний король · f1 чорний слон · g1 біла тура | 8 |
| 7 | b5 білий король · c5 чорний пішак · e5 білий ферзь · h5 чорна тура · a4 чорний пішак · g4 білий слон · b2 чорний кінь · e2 біла тура · g2 чорний пішак · a1 чорний кінь · b1 чорна тура · c1 чорний слон · d1 чорний король · f1 чорний слон · g1 біла тура | b5 білий король · c5 чорний пішак · e5 білий ферзь · h5 чорна тура · a4 чорний пішак · g4 білий слон · b2 чорний кінь · e2 біла тура · g2 чорний пішак · a1 чорний кінь · b1 чорна тура · c1 чорний слон · d1 чорний король · f1 чорний слон · g1 біла тура | b5 білий король · c5 чорний пішак · e5 білий ферзь · h5 чорна тура · a4 чорний пішак · g4 білий слон · b2 чорний кінь · e2 біла тура · g2 чорний пішак · a1 чорний кінь · b1 чорна тура · c1 чорний слон · d1 чорний король · f1 чорний слон · g1 біла тура | b5 білий король · c5 чорний пішак · e5 білий ферзь · h5 чорна тура · a4 чорний пішак · g4 білий слон · b2 чорний кінь · e2 біла тура · g2 чорний пішак · a1 чорний кінь · b1 чорна тура · c1 чорний слон · d1 чорний король · f1 чорний слон · g1 біла тура | b5 білий король · c5 чорний пішак · e5 білий ферзь · h5 чорна тура · a4 чорний пішак · g4 білий слон · b2 чорний кінь · e2 біла тура · g2 чорний пішак · a1 чорний кінь · b1 чорна тура · c1 чорний слон · d1 чорний король · f1 чорний слон · g1 біла тура | b5 білий король · c5 чорний пішак · e5 білий ферзь · h5 чорна тура · a4 чорний пішак · g4 білий слон · b2 чорний кінь · e2 біла тура · g2 чорний пішак · a1 чорний кінь · b1 чорна тура · c1 чорний слон · d1 чорний король · f1 чорний слон · g1 біла тура | b5 білий король · c5 чорний пішак · e5 білий ферзь · h5 чорна тура · a4 чорний пішак · g4 білий слон · b2 чорний кінь · e2 біла тура · g2 чорний пішак · a1 чорний кінь · b1 чорна тура · c1 чорний слон · d1 чорний король · f1 чорний слон · g1 біла тура | b5 білий король · c5 чорний пішак · e5 білий ферзь · h5 чорна тура · a4 чорний пішак · g4 білий слон · b2 чорний кінь · e2 біла тура · g2 чорний пішак · a1 чорний кінь · b1 чорна тура · c1 чорний слон · d1 чорний король · f1 чорний слон · g1 біла тура | 7 |
| 6 | b5 білий король · c5 чорний пішак · e5 білий ферзь · h5 чорна тура · a4 чорний пішак · g4 білий слон · b2 чорний кінь · e2 біла тура · g2 чорний пішак · a1 чорний кінь · b1 чорна тура · c1 чорний слон · d1 чорний король · f1 чорний слон · g1 біла тура | b5 білий король · c5 чорний пішак · e5 білий ферзь · h5 чорна тура · a4 чорний пішак · g4 білий слон · b2 чорний кінь · e2 біла тура · g2 чорний пішак · a1 чорний кінь · b1 чорна тура · c1 чорний слон · d1 чорний король · f1 чорний слон · g1 біла тура | b5 білий король · c5 чорний пішак · e5 білий ферзь · h5 чорна тура · a4 чорний пішак · g4 білий слон · b2 чорний кінь · e2 біла тура · g2 чорний пішак · a1 чорний кінь · b1 чорна тура · c1 чорний слон · d1 чорний король · f1 чорний слон · g1 біла тура | b5 білий король · c5 чорний пішак · e5 білий ферзь · h5 чорна тура · a4 чорний пішак · g4 білий слон · b2 чорний кінь · e2 біла тура · g2 чорний пішак · a1 чорний кінь · b1 чорна тура · c1 чорний слон · d1 чорний король · f1 чорний слон · g1 біла тура | b5 білий король · c5 чорний пішак · e5 білий ферзь · h5 чорна тура · a4 чорний пішак · g4 білий слон · b2 чорний кінь · e2 біла тура · g2 чорний пішак · a1 чорний кінь · b1 чорна тура · c1 чорний слон · d1 чорний король · f1 чорний слон · g1 біла тура | b5 білий король · c5 чорний пішак · e5 білий ферзь · h5 чорна тура · a4 чорний пішак · g4 білий слон · b2 чорний кінь · e2 біла тура · g2 чорний пішак · a1 чорний кінь · b1 чорна тура · c1 чорний слон · d1 чорний король · f1 чорний слон · g1 біла тура | b5 білий король · c5 чорний пішак · e5 білий ферзь · h5 чорна тура · a4 чорний пішак · g4 білий слон · b2 чорний кінь · e2 біла тура · g2 чорний пішак · a1 чорний кінь · b1 чорна тура · c1 чорний слон · d1 чорний король · f1 чорний слон · g1 біла тура | b5 білий король · c5 чорний пішак · e5 білий ферзь · h5 чорна тура · a4 чорний пішак · g4 білий слон · b2 чорний кінь · e2 біла тура · g2 чорний пішак · a1 чорний кінь · b1 чорна тура · c1 чорний слон · d1 чорний король · f1 чорний слон · g1 біла тура | 6 |
| 5 | b5 білий король · c5 чорний пішак · e5 білий ферзь · h5 чорна тура · a4 чорний пішак · g4 білий слон · b2 чорний кінь · e2 біла тура · g2 чорний пішак · a1 чорний кінь · b1 чорна тура · c1 чорний слон · d1 чорний король · f1 чорний слон · g1 біла тура | b5 білий король · c5 чорний пішак · e5 білий ферзь · h5 чорна тура · a4 чорний пішак · g4 білий слон · b2 чорний кінь · e2 біла тура · g2 чорний пішак · a1 чорний кінь · b1 чорна тура · c1 чорний слон · d1 чорний король · f1 чорний слон · g1 біла тура | b5 білий король · c5 чорний пішак · e5 білий ферзь · h5 чорна тура · a4 чорний пішак · g4 білий слон · b2 чорний кінь · e2 біла тура · g2 чорний пішак · a1 чорний кінь · b1 чорна тура · c1 чорний слон · d1 чорний король · f1 чорний слон · g1 біла тура | b5 білий король · c5 чорний пішак · e5 білий ферзь · h5 чорна тура · a4 чорний пішак · g4 білий слон · b2 чорний кінь · e2 біла тура · g2 чорний пішак · a1 чорний кінь · b1 чорна тура · c1 чорний слон · d1 чорний король · f1 чорний слон · g1 біла тура | b5 білий король · c5 чорний пішак · e5 білий ферзь · h5 чорна тура · a4 чорний пішак · g4 білий слон · b2 чорний кінь · e2 біла тура · g2 чорний пішак · a1 чорний кінь · b1 чорна тура · c1 чорний слон · d1 чорний король · f1 чорний слон · g1 біла тура | b5 білий король · c5 чорний пішак · e5 білий ферзь · h5 чорна тура · a4 чорний пішак · g4 білий слон · b2 чорний кінь · e2 біла тура · g2 чорний пішак · a1 чорний кінь · b1 чорна тура · c1 чорний слон · d1 чорний король · f1 чорний слон · g1 біла тура | b5 білий король · c5 чорний пішак · e5 білий ферзь · h5 чорна тура · a4 чорний пішак · g4 білий слон · b2 чорний кінь · e2 біла тура · g2 чорний пішак · a1 чорний кінь · b1 чорна тура · c1 чорний слон · d1 чорний король · f1 чорний слон · g1 біла тура | b5 білий король · c5 чорний пішак · e5 білий ферзь · h5 чорна тура · a4 чорний пішак · g4 білий слон · b2 чорний кінь · e2 біла тура · g2 чорний пішак · a1 чорний кінь · b1 чорна тура · c1 чорний слон · d1 чорний король · f1 чорний слон · g1 біла тура | 5 |
| 4 | b5 білий король · c5 чорний пішак · e5 білий ферзь · h5 чорна тура · a4 чорний пішак · g4 білий слон · b2 чорний кінь · e2 біла тура · g2 чорний пішак · a1 чорний кінь · b1 чорна тура · c1 чорний слон · d1 чорний король · f1 чорний слон · g1 біла тура | b5 білий король · c5 чорний пішак · e5 білий ферзь · h5 чорна тура · a4 чорний пішак · g4 білий слон · b2 чорний кінь · e2 біла тура · g2 чорний пішак · a1 чорний кінь · b1 чорна тура · c1 чорний слон · d1 чорний король · f1 чорний слон · g1 біла тура | b5 білий король · c5 чорний пішак · e5 білий ферзь · h5 чорна тура · a4 чорний пішак · g4 білий слон · b2 чорний кінь · e2 біла тура · g2 чорний пішак · a1 чорний кінь · b1 чорна тура · c1 чорний слон · d1 чорний король · f1 чорний слон · g1 біла тура | b5 білий король · c5 чорний пішак · e5 білий ферзь · h5 чорна тура · a4 чорний пішак · g4 білий слон · b2 чорний кінь · e2 біла тура · g2 чорний пішак · a1 чорний кінь · b1 чорна тура · c1 чорний слон · d1 чорний король · f1 чорний слон · g1 біла тура | b5 білий король · c5 чорний пішак · e5 білий ферзь · h5 чорна тура · a4 чорний пішак · g4 білий слон · b2 чорний кінь · e2 біла тура · g2 чорний пішак · a1 чорний кінь · b1 чорна тура · c1 чорний слон · d1 чорний король · f1 чорний слон · g1 біла тура | b5 білий король · c5 чорний пішак · e5 білий ферзь · h5 чорна тура · a4 чорний пішак · g4 білий слон · b2 чорний кінь · e2 біла тура · g2 чорний пішак · a1 чорний кінь · b1 чорна тура · c1 чорний слон · d1 чорний король · f1 чорний слон · g1 біла тура | b5 білий король · c5 чорний пішак · e5 білий ферзь · h5 чорна тура · a4 чорний пішак · g4 білий слон · b2 чорний кінь · e2 біла тура · g2 чорний пішак · a1 чорний кінь · b1 чорна тура · c1 чорний слон · d1 чорний король · f1 чорний слон · g1 біла тура | b5 білий король · c5 чорний пішак · e5 білий ферзь · h5 чорна тура · a4 чорний пішак · g4 білий слон · b2 чорний кінь · e2 біла тура · g2 чорний пішак · a1 чорний кінь · b1 чорна тура · c1 чорний слон · d1 чорний король · f1 чорний слон · g1 біла тура | 4 |
| 3 | b5 білий король · c5 чорний пішак · e5 білий ферзь · h5 чорна тура · a4 чорний пішак · g4 білий слон · b2 чорний кінь · e2 біла тура · g2 чорний пішак · a1 чорний кінь · b1 чорна тура · c1 чорний слон · d1 чорний король · f1 чорний слон · g1 біла тура | b5 білий король · c5 чорний пішак · e5 білий ферзь · h5 чорна тура · a4 чорний пішак · g4 білий слон · b2 чорний кінь · e2 біла тура · g2 чорний пішак · a1 чорний кінь · b1 чорна тура · c1 чорний слон · d1 чорний король · f1 чорний слон · g1 біла тура | b5 білий король · c5 чорний пішак · e5 білий ферзь · h5 чорна тура · a4 чорний пішак · g4 білий слон · b2 чорний кінь · e2 біла тура · g2 чорний пішак · a1 чорний кінь · b1 чорна тура · c1 чорний слон · d1 чорний король · f1 чорний слон · g1 біла тура | b5 білий король · c5 чорний пішак · e5 білий ферзь · h5 чорна тура · a4 чорний пішак · g4 білий слон · b2 чорний кінь · e2 біла тура · g2 чорний пішак · a1 чорний кінь · b1 чорна тура · c1 чорний слон · d1 чорний король · f1 чорний слон · g1 біла тура | b5 білий король · c5 чорний пішак · e5 білий ферзь · h5 чорна тура · a4 чорний пішак · g4 білий слон · b2 чорний кінь · e2 біла тура · g2 чорний пішак · a1 чорний кінь · b1 чорна тура · c1 чорний слон · d1 чорний король · f1 чорний слон · g1 біла тура | b5 білий король · c5 чорний пішак · e5 білий ферзь · h5 чорна тура · a4 чорний пішак · g4 білий слон · b2 чорний кінь · e2 біла тура · g2 чорний пішак · a1 чорний кінь · b1 чорна тура · c1 чорний слон · d1 чорний король · f1 чорний слон · g1 біла тура | b5 білий король · c5 чорний пішак · e5 білий ферзь · h5 чорна тура · a4 чорний пішак · g4 білий слон · b2 чорний кінь · e2 біла тура · g2 чорний пішак · a1 чорний кінь · b1 чорна тура · c1 чорний слон · d1 чорний король · f1 чорний слон · g1 біла тура | b5 білий король · c5 чорний пішак · e5 білий ферзь · h5 чорна тура · a4 чорний пішак · g4 білий слон · b2 чорний кінь · e2 біла тура · g2 чорний пішак · a1 чорний кінь · b1 чорна тура · c1 чорний слон · d1 чорний король · f1 чорний слон · g1 біла тура | 3 |
| 2 | b5 білий король · c5 чорний пішак · e5 білий ферзь · h5 чорна тура · a4 чорний пішак · g4 білий слон · b2 чорний кінь · e2 біла тура · g2 чорний пішак · a1 чорний кінь · b1 чорна тура · c1 чорний слон · d1 чорний король · f1 чорний слон · g1 біла тура | b5 білий король · c5 чорний пішак · e5 білий ферзь · h5 чорна тура · a4 чорний пішак · g4 білий слон · b2 чорний кінь · e2 біла тура · g2 чорний пішак · a1 чорний кінь · b1 чорна тура · c1 чорний слон · d1 чорний король · f1 чорний слон · g1 біла тура | b5 білий король · c5 чорний пішак · e5 білий ферзь · h5 чорна тура · a4 чорний пішак · g4 білий слон · b2 чорний кінь · e2 біла тура · g2 чорний пішак · a1 чорний кінь · b1 чорна тура · c1 чорний слон · d1 чорний король · f1 чорний слон · g1 біла тура | b5 білий король · c5 чорний пішак · e5 білий ферзь · h5 чорна тура · a4 чорний пішак · g4 білий слон · b2 чорний кінь · e2 біла тура · g2 чорний пішак · a1 чорний кінь · b1 чорна тура · c1 чорний слон · d1 чорний король · f1 чорний слон · g1 біла тура | b5 білий король · c5 чорний пішак · e5 білий ферзь · h5 чорна тура · a4 чорний пішак · g4 білий слон · b2 чорний кінь · e2 біла тура · g2 чорний пішак · a1 чорний кінь · b1 чорна тура · c1 чорний слон · d1 чорний король · f1 чорний слон · g1 біла тура | b5 білий король · c5 чорний пішак · e5 білий ферзь · h5 чорна тура · a4 чорний пішак · g4 білий слон · b2 чорний кінь · e2 біла тура · g2 чорний пішак · a1 чорний кінь · b1 чорна тура · c1 чорний слон · d1 чорний король · f1 чорний слон · g1 біла тура | b5 білий король · c5 чорний пішак · e5 білий ферзь · h5 чорна тура · a4 чорний пішак · g4 білий слон · b2 чорний кінь · e2 біла тура · g2 чорний пішак · a1 чорний кінь · b1 чорна тура · c1 чорний слон · d1 чорний король · f1 чорний слон · g1 біла тура | b5 білий король · c5 чорний пішак · e5 білий ферзь · h5 чорна тура · a4 чорний пішак · g4 білий слон · b2 чорний кінь · e2 біла тура · g2 чорний пішак · a1 чорний кінь · b1 чорна тура · c1 чорний слон · d1 чорний король · f1 чорний слон · g1 біла тура | 2 |
| 1 | b5 білий король · c5 чорний пішак · e5 білий ферзь · h5 чорна тура · a4 чорний пішак · g4 білий слон · b2 чорний кінь · e2 біла тура · g2 чорний пішак · a1 чорний кінь · b1 чорна тура · c1 чорний слон · d1 чорний король · f1 чорний слон · g1 біла тура | b5 білий король · c5 чорний пішак · e5 білий ферзь · h5 чорна тура · a4 чорний пішак · g4 білий слон · b2 чорний кінь · e2 біла тура · g2 чорний пішак · a1 чорний кінь · b1 чорна тура · c1 чорний слон · d1 чорний король · f1 чорний слон · g1 біла тура | b5 білий король · c5 чорний пішак · e5 білий ферзь · h5 чорна тура · a4 чорний пішак · g4 білий слон · b2 чорний кінь · e2 біла тура · g2 чорний пішак · a1 чорний кінь · b1 чорна тура · c1 чорний слон · d1 чорний король · f1 чорний слон · g1 біла тура | b5 білий король · c5 чорний пішак · e5 білий ферзь · h5 чорна тура · a4 чорний пішак · g4 білий слон · b2 чорний кінь · e2 біла тура · g2 чорний пішак · a1 чорний кінь · b1 чорна тура · c1 чорний слон · d1 чорний король · f1 чорний слон · g1 біла тура | b5 білий король · c5 чорний пішак · e5 білий ферзь · h5 чорна тура · a4 чорний пішак · g4 білий слон · b2 чорний кінь · e2 біла тура · g2 чорний пішак · a1 чорний кінь · b1 чорна тура · c1 чорний слон · d1 чорний король · f1 чорний слон · g1 біла тура | b5 білий король · c5 чорний пішак · e5 білий ферзь · h5 чорна тура · a4 чорний пішак · g4 білий слон · b2 чорний кінь · e2 біла тура · g2 чорний пішак · a1 чорний кінь · b1 чорна тура · c1 чорний слон · d1 чорний король · f1 чорний слон · g1 біла тура | b5 білий король · c5 чорний пішак · e5 білий ферзь · h5 чорна тура · a4 чорний пішак · g4 білий слон · b2 чорний кінь · e2 біла тура · g2 чорний пішак · a1 чорний кінь · b1 чорна тура · c1 чорний слон · d1 чорний король · f1 чорний слон · g1 біла тура | b5 білий король · c5 чорний пішак · e5 білий ферзь · h5 чорна тура · a4 чорний пішак · g4 білий слон · b2 чорний кінь · e2 біла тура · g2 чорний пішак · a1 чорний кінь · b1 чорна тура · c1 чорний слон · d1 чорний король · f1 чорний слон · g1 біла тура | 1 |
|   | a | b | c | d | e | f | g | h |   |

FEN: 8/8/8/1Kp1Q2r/p5B1/8/1n2R1p1/nrbk1bR1
1. Qc3! ~ 2. Qe1#
1. ... Sc4+ 2. Rb2#
1. ... c4+   2. Re5#